# Iračko-sirijska granica
Iračko-sirijska granica je granica između Sirije i Iraka i proteže se u ukupnoj dužini od 599 km preko Gornje Mezopotamije i sirijske pustinje, od tromeđe s Jordanom na jugozapadu do točke s Turskom na sjeveroistoku.

## Opis
Granica započinje na zapadu, na tromeđi s Jordanom u točki 33°22′29″N 38°47′37″E / 33.3747°N 38.7936°E, s tim da je početni dio nastavak duge ravne crte koja čini istočni dio jordansko-sirijske granice. Tada se granica pomiče u blizini rijeke Eufrat i graničnog prijelaza Al-Qa'im, nastavljajući prema sjeveru nizom kratkih ravnih linija, a zatim prema sjeveroistoku do rijeke Tigris. Tada Tigris tvori kratki dio granice od 5,5 km do tromeđe s Turskom na ušću rijeke Habura na 37°06′22″N 42°21′26″E / 37.1060°N 42.3572°E.

## Povijest
Početkom 20. stoljeća Osmansko Carstvo je nadziralo današnju Siriju i Irak. Tijekom Prvog svjetskog rata, arapski ustanak, podržan od Velike Britanije, imao je za posljedicu uklanjanje Osmanlija s većine Bliskog istoka. Kao rezultat anglo-francuskog sporazuma Sykes-Picot, Britanija je stekla kontrolu nad osmanskim vilajetima Mosulom, Bagdadom i Basrom, koje je organizirala u Irački mandat 1920. godine, a Francuska je organizirala mandat nad Sirijom.
U razdoblju 1920. – 1923. Francuska i Britanija potpisale su niz sporazuma, kolektivno poznate kao Sporazum Paulet-Newcombe, koji je stvorio današnje jordansko-sirijske i iračko-sirijske granice, čime je razrađena zona A iz Sporazum Sykes-Picot. Godine 1932., sporazum je finaliziran nakon revizije komisije Lige naroda.
Od početka rata u Iraku 2003., pogranično područje postalo je nestabilno, a od 2011. se pogoršava zbog građanskog rata u Siriji. Većina pogranične regije s obje strane nekoliko je godina bila dijelom Islamske države Iraka i Levanta (ISIL), iako je njezin najsjeverniji dio ostao pod nadzorom Kurda, čineći granicu između Rojave i iračkog Kurdistana. Islamska država je u međuvremenu izgubila kontrolu nad granicom, koju danas (2021.) kontroliraju Rojava i sirijska vlada na sirijskoj strani, te regionalna vlada Kurdistana i iračka vlada na iračkoj strani.

## Granični prijelazi
Postoje tri službena granična prijelaza između Sirije i Iraka, i jedan improvizirani prijelaz:
- Granični prijelaz Rabia, na cesti Al-Shaddadah-Mosul, najsjeverniji je službeni prijelaz.
- Granični prijelaz Al-Qa'im između Abu Kamala u Siriji i Al-Qa'ima u Iraku. Prijelaz je ponovno otvoren 30. rujna 2019., nakon što je osam godina bio zatvoren zbog sirijskog i iračkog građanskog rata.[7] Od ponovnog otvaranja graničnog prijelaza, milicija Kata'ib Hezbollah, podržana od Irana, skupina koja je dio Narodnih mobilizacijskih jedinica, igra važnu vojnu i sigurnosnu ulogu na iračkoj strani granice.[8][9]
- Granični prijelaz Al Waleed, u Siriji poznat kao al-Tanf, nalazi se u okrugu Ar-Rutba guvernorata Al Anbar, blizu najzapadnije točke Iraka i najsjevernije točke Jordana, u pustinjskoj regiji Badia. Služi kao glavni granični prijelaz na autocesti između Damaska i Bagdada. Kontrolna točka al-Tanf nalazi se na sirijskoj strani granice, u provinciji Homs. S obje strane nalaze se palestinski izbjeglički kampovi: kamp Al-Waleed s iračke i kamp Al Tanf sa sirijske strane. Prijelaz je bio zauzeo ISIL u svibnju 2015. godine, a sirijski pobunjenici su ga pokušali zauzeti u ožujku 2016. godine.[10]
- Granični prijelaz Semalka pontonski je most preko Tigrisa koji je uspostavila regionalna vlada Kurdistana tijekom sirijskog građanskog rata oko 1 km nizvodno od iračko-sirijsko-turske tromeđe, i sjeverno od Faysh Khabura u Iraku.[11][12]

## Vanjske poveznice
- Kathy Gilsinan, The Many Ways to Map the Islamic 'State', The Atlantic, 27 August 2014.